# FC Chernomorets Novorossiysk
El Futbolnyĭ Klub Chernomorets Novorossiysk (del ruso: Футбольный клуб «Черноморец» Новороссийск) es un club de fútbol ruso de la ciudad de Novorossiysk. Fue fundado en 1907 y juega en la Primera División de Rusia.

## Palmarés

### Torneos nacionales
- Primera División de Rusia (2):1993, 1994
- Segunda División de Rusia (2):2007, 2010